# Malaga (Nowy Meksyk)
Malaga – jednostka osadnicza w Stanach Zjednoczonych, w stanie Nowy Meksyk, w hrabstwie Eddy.